# Cestidae
Los céstidos (Cestidae) son una familia de ctenóforos tentaculados del orden Cestida. Las especies de esta familia presentan el cuerpo muy extendido en el plano perpendicular a los tentáculos, en forma de cinta y con numerosos tentáculos secundarios.

## Taxonomía
Se reconocen los siguientes géneros y especies:
- Género Cestum
  - Cestum veneris ("Cinturón de Venus")[3]
- Género Velamen
  - Velamen parallelum